# Sepp Werkmeister
Sepp Werkmeister (* 29. März 1931 als Josef Werkmeister in München; † 11. November 2021) war ein deutscher Fotograf, der vor allem durch seine Fotografien von Jazzmusikern bekannt wurde.

## Leben und Werk
Werkmeister wuchs im Münchner Stadtteil Untermenzing auf. Er begann gleich nach dem Zweiten Weltkrieg mit der Fotografie. Er erlernte den Beruf des Schriftsetzers und leitete ab 1954 hauptberuflich einen grafischen Betrieb, der spezialisiert auf Satz und Montage war und Druckvorstufen für Zeitschriften herstellte. Er wollte ursprünglich selbst Musiker werden. Werkmeister erkannte aber, dass dies nicht sein Haupttalent war, und fotografierte seit den 1950er Jahren zunächst mit einer Rolleiflex. Seine Aufnahmen, die oft erst gegen Ende der Konzerte entstanden, gelten als sehr persönlich und aussagekräftig. Er fotografierte nahezu alle Größen des Jazz, wie z. B. Louis Armstrong, Ella Fitzgerald, Sweet Emma Barrett oder Miles Davis. Die Aufnahmen entstanden sowohl bei Einzelkonzerten als auch auf großen Jazzfestivals in Europa und in den USA. Seine Musikerporträts wurden auf Plattencovern, Plakaten und in Büchern z. B. von Joachim-Ernst Behrendt veröffentlicht. Fast ikonisch wirkte sein Porträt von John Coltrane, wie der völlig in sich versunken in die Ferne blickt und dabei eine fast magische Energie ausstrahlt, und auch seine Aufnahme des rauchenden Duke Ellington mit nach oben gerichtetem Blick und einem Ausdruck von ungemein intensiver Nachtstimmung.
Werkmeister fotografierte auch Straßenszenen in New York, die vor allem über eine Ausstellung im Münchner Stadtmuseum 2015 und das dazu veröffentlichte Begleitbuch New York Times bekannt wurden. Für diese bis zur Ausstellung unveröffentlichten Bilder wurde er als echter Straßenfotograf gelobt.
Sepp Werkmeister starb am 11. November 2021 im Alter von 90 Jahren.

## Ausstellungen (Auswahl)
- 2003 Ausstellung im Birdland Neuburg im Rahmen eines Gedenkfestivals für Attila Zoller
- 2003 Moments of Jazz im Franziskanermuseum Villingen-Schwenningen, gemeinsam mit German Hasenfratz und Fred Hugel
- 2007 Ausstellung im Rahmen des Salzburger Jazz-Herbstes
- 2009 Kind of Blue im Gasteig, gemeinsam mit Oskar Henn
- 2011 Faces of Jazz Begleitausstellung zum Benefizkonzert Blue notes gegen braune Töne des Bayerischen Bündnisses für Toleranz im Herkulessaal
- 2015 New York 60s im Münchner Stadtmuseum

## Publikationen
- New York 60s: Sepp Werkmeister. Fotografien 1965 – 1975 , Hirmer, München 2015, ISBN 978-3-7774-2430-9

## Lexikalischer Eintrag
- Jürgen Wölfer: Jazz in Deutschland. Das Lexikon. Alle Musiker und Plattenfirmen von 1920 bis heute. Hannibal, Höfen 2008, ISBN 978-3-85445-274-4.